# وندایر
وندایر (به انگلیسی: Wondair) یک شرکت هواپیمایی است. دفتر مرکزی وندایر در والنسیا واقع شده‌است و قطب این شرکت شرکت هواپیمایی در فرودگاه والنسیا قرار دارد.